# Monacos Grand Prix 1982
Monacos Grand Prix 1982 var det sjätte av 16 lopp ingående i formel 1-VM 1982.  

## Resultat
1. Riccardo Patrese, Brabham-Ford, 9 poäng
2. Didier Pironi, Ferrari (varv 75, bränslebrist), 6
3. Andrea de Cesaris, Alfa Romeo (75, bränslebrist), 4
4. Nigel Mansell, Lotus-Ford, 3
5. Elio de Angelis, Lotus-Ford, 2
6. Derek Daly, Williams-Ford (74, olycka), 1
7. Alain Prost, Renault (73, snurrade av)
8. Brian Henton, Tyrrell-Ford
9. Marc Surer, Arrows-Ford
10. Michele Alboreto, Tyrrell-Ford (69, upphängning)

### Förare som bröt loppet
- Keke Rosberg, Williams-Ford (varv 64, kollision)
- Niki Lauda, McLaren-Ford (56, motor)
- Nelson Piquet, Brabham-BMW (49, turbo)
- John Watson, McLaren-Ford (35, elsystem)
- Manfred Winkelhock, ATS-Ford (31, differential)
- Jacques Laffite, Ligier-Matra (29, hantering)
- Eddie Cheever, Ligier-Matra (27, oljeläcka)
- Eliseo Salazar, ATS-Ford (22, mekaniskt)
- René Arnoux, Renault (14, snurrade av)
- Bruno Giacomelli, Alfa Romeo (4, bakaxel)

### Förare som ej kvalificerade sig
- Mauro Baldi, Arrows-Ford
- Jan Lammers, Theodore-Ford
- Jochen Mass, March-Ford
- Derek Warwick, Toleman-Hart
- Jean-Pierre Jarier, Osella-Ford
- Roberto Guerrero, Ensign-Ford

### Förare som ej förkvalificerade sig
- Teo Fabi, Toleman-Hart
- Riccardo Paletti, Osella-Ford
- Raul Boesel, March-Ford
- Chico Serra, Fittipaldi-Ford
- Emilio de Villota, March-Ford